# WinFiles
WinFiles 原名Windows95.com ，是互联网上的一个下載網站。它由史蒂夫·詹金斯于1994年创立。1999年2月24日， CNET從Jenesys LLC手中收購了WinFiles。它目前由CBS Interactive持有。